# Todd Haberkorn
Todd Haberkorn là nam một diễn viên và đạo diễn lồng tiếng người Mỹ, người đã lồng tiếng cho nhiều bộ anime, phim điện ảnh và trò chơi video.

## Sự nghiệp
Dù công tác trong nhà hát, song Haberkorn vẫn đồng thời tham gia Funimation với vai trò diễn viên lồng tiếng, qua các vai nhỏ trong One Piece, Black Cat và Peach Girl. Kể từ đó, anh đã lồng tiếng cho nhiều nhân vật như Natsu Dragneel trong Fairy Tail, Italy trong Hetalia: Axis Powers, Hitachiin Hikaru trong Ōran Kōkō Hosuto Kurabu, Allen Walker trong D.Gray-man, Death the Kid trong Soul Eater, Aono Tsukune trong Rosario + Vampire, Watanuki Kimihiro trong xxxHolic và Akitsuki Yamato trong Suzuka. Haberkorn kể rằng một trong những khía cạnh yêu thích anh trong việc lồng tiếng Natsu là việc rời khỏi phòng thu trong tình trạng bị mất giọng do phải hét quá nhiều. Anh cũng từng làm diễn viên, đạo diễn, nhà sản xuất và biên kịch ở Los Angeles. Anh còn là người lồng tiếng cho Ceylan Jones trong Tenkai Knights.
Anh còn thủ vai Akise Aru, một trong những nhân vật chính trong Mirai Nikki và lồng tiếng Anh cho Hasegawa Hiroki trong Shin Godzilla, cũng như Razor cho Genshin Impact và The Drifter trong Destiny 2. Trong mảng phim người đóng, anh đã lồng tiếng cho các thành viên khác nhau của Cell trong mùa thứ ba của Danger Force.

## Đời tư
Haberkorn có một phần dòng máu gốc Việt bên ngoại, trong khi bên nội có gốc Scandinavia. Haberkorn kết hôn với Bonnie Vanwinkle vào ngày 29 tháng 2 năm 2008. Họ ly hôn vào ngày 19 tháng 11 năm 2010. Anh có một con trai từ mối quan hệ trước, cậu bé sinh năm 2004. Năm 2021, anh kết hôn với bạn gái Nicole Corona.

## Danh sách phim

### Anime
| Năm        | Tựa phim                                          | Vai diễn                                  | Ghi chú                        | Nguồn                |
| ---------- | ------------------------------------------------- | ----------------------------------------- | ------------------------------ | -------------------- |
| 2006       | Black Cat                                         | Flitt Morris                              |                                | Voice123             |
| 2006       | Shin-Cậu bé bút chì                               | The Flamer                                | Lồng tiếng của Funimation      | [ 10 ]               |
| 2006       | AM Driver                                         | Jenath Dira                               |                                | Resume               |
| 2009       | Beet the Vandel Buster                            | Jikku                                     |                                | Resume               |
| 2007       | One Piece                                         | Koza, Siam                                | Lồng tiếng của Funimation      | [ 11 ]               |
| 2007       | Suzuka                                            | Akitsuki Yamato                           | Vai chính đầu tiên             | Resume               |
| 2007       | Tsubasa: Reservoir Chronicle                      | Watanuki Kimhiro                          |                                | CA                   |
| 2007       | Mushishi                                          | Nagi                                      | Tập 6                          | CA                   |
| 2007–2008  | School Rumble                                     | Nara Kentaro                              |                                | CA                   |
| 2007       | Glass Fleet                                       | Magnus và nhiều người khác                | Trợ lý đạo diễn ADR            | CA                   |
| 2008       | Shuffle!                                          | Midoriba Itsuki                           | Đạo diễn ADR                   | Tweet                |
| 2008       | xxxHolic                                          | Watanuki Kimihiro                         |                                | CA                   |
| 2008       | Mahō Shōjo Kurabu                                 | Monta                                     |                                | [ 13 ] [ 14 ]        |
| 2008       | Claymore                                          | Raki                                      | Đạo diễn ADR                   | [ 15 ] [ 16 ]        |
| 2008       | Ghost Hunt                                        | Shibuya Kazuya                            |                                | Resume               |
| 2009       | Doruāga no Tō ~ji Ījisu obu Uruku~                | Jil                                       |                                | Resume               |
| 2009       | Ōran Kōkō Hosuto Kurabu                           | Hitachiin Hikaru                          |                                | CA                   |
| 2009–2018  | D.Gray-man                                        | Allen Walker                              | Đồng trợ lý đạo diễn ADR       | Resume               |
| 2009       | Baccano!                                          | Firo Prochainezo                          |                                | [ 1 ]                |
| 2009       | Ōkiku Furikabutte                                 | Tajima Yuichiro                           |                                | [ 17 ]               |
| 2009       | Keroro Gunsō                                      | Keroro                                    |                                | Resume               |
| 2009       | Burasureitā                                       | Joseph Jobson                             |                                | Resume               |
| 2010       | Munemoshune no Musumetachi                        | Apos                                      |                                | [ 1 ]                |
| 2010       | Higashi no Eden                                   | Tsuji Jintaro                             |                                | [ 1 ]                |
| 2010       | Strike Witches                                    | Meyer                                     |                                | CA                   |
| 2010       | Sands of Destruction                              | Kyrie Ilnis                               |                                | Resume               |
| 2010       | Soul Eater                                        | Death the Kid                             |                                | [ 18 ]               |
| 2010       | Initial D                                         | Takahashi Keisuke                         | Lồng tiếng của Funimation      | [ 19 ]               |
| 2010       | Hagane no Renkinjutsushi Fullmetal Alchemist      | Ling Yao                                  |                                | Resume               |
| 2010       | Dragon Ball Z Kai                                 | Android 19                                |                                | Resume               |
| 2010       | Seto no Hanayome                                  | Michisio Nagasumi                         |                                | Resume               |
| 2010       | Hetalia: Axis Powers                              | Italy                                     |                                | Resume               |
| 2010       | Sekirei                                           | Mikogami Hayato                           |                                | [ 1 ]                |
| 2011       | Ga-Rei: Zero                                      | Nimura Kensuke                            | Tập 12                         | [ 1 ]                |
| 2011       | Hắc Quản Gia                                      | Viscount Druitt                           |                                | [ 20 ]               |
| 2011       | Phantom: Requiem for the Phantom                  | Motegi Atsushi                            |                                | [ 21 ]               |
| 2011       | Lũ ngốc, bài thi và linh thú triệu hồi            | Nemoto Kyoji                              |                                | [ 22 ]               |
| 2011–2019  | Fairy Tail                                        | Natsu Dragneel                            |                                | [ 23 ]               |
| 2011       | Kaosu Heddo                                       | Nishijo Takumi                            |                                | [ 1 ]                |
| 2011       | Rosario + Vampire                                 | Aono Tsukune                              |                                | [ 24 ]               |
| 2012       | Ōkami-san to Shichinin no Nakama-tachi            | Urashima Taro                             |                                | [ 25 ]               |
| 2012       | Shiki                                             | Murasako Masao                            |                                | [ 26 ]               |
| 2012       | Fractale                                          | Colin                                     |                                | [ 27 ]               |
| 2012       | Shangri-La                                        | Hata Soichiro                             |                                | [ 28 ]               |
| 2012       | Hậu duệ của Nurarihyon                            | Kubinashi                                 | Trong Todd Stone               | [ 1 ]                |
| 2012       | Hidan no Aria                                     | Toyama Kinji                              | Cũng trong AA                  | [ 29 ] [ 30 ]        |
| 2012       | C                                                 | Yoga Kimimaro                             |                                | [ 31 ]               |
| 2012–2014  | Hellsing Ultimate                                 | Tom, Wild Geese, Vatican Officers         | Trong Todd Stone               | [ 32 ] [ 33 ] [ 34 ] |
| 2012–2013  | Shakugan no Shana                                 | Khamsin Nbh'w                             | Lồng tiếng của Funimation      | [ 35 ]               |
| 2012–2014  | Bleach                                            | Shishigawari Moe                          |                                |                      |
| 2013       | Naruto: Shippuden                                 | Animal Path (Nagato) / Genin Rain Shinobi |                                | Resume               |
| 2013       | Tenkai Knights                                    | Ceylan Jones / Tributon                   |                                | Resume               |
| 2013       | B-Daman Crossfire                                 | Alba Cocodoro                             | trong Todd Stone               | [ 1 ]                |
| 2013       | Blood-C                                           | Dog                                       |                                | [ 1 ]                |
| 2013       | Toriko                                            | Takimaru                                  |                                | [ 1 ]                |
| 2013       | Accel World                                       | Crimson Kingbolt                          | trong Todd Stone               | [ 36 ]               |
| 2013       | K Project                                         | Izumo Kusanagi\| Kosuke Fujishima         |                                | [ 37 ]               |
| 2013       | Guilty Crown                                      | Ouma Kurosu                               |                                | [ 1 ]                |
| 2013       | Eureka Seven: AO                                  | Truth                                     |                                | [ 38 ]               |
| 2013, 2017 | Mirai Nikki                                       | Akise Aru                                 | Cũng trong Redial in 2017      | [ 39 ] [ 1 ]         |
| 2013       | Magi: The Labyrinth of Magic                      | Judar                                     |                                | [ 40 ]               |
| 2013       | Good Luck Girl!                                   | Momo'o Inugami                            |                                | [ 41 ]               |
| 2013       | Aesthetica of a Rogue Hero                        | Phil Barnett                              |                                | [ 42 ]               |
| 2013       | Ikki Tousen: Great Guardians                      | En'in                                     | Tập 2                          | [ 43 ]               |
| 2013       | Sword Art Online                                  | Nobuyuki Sugou / Oberon                   |                                |                      |
| 2013       | Digimon Fusion                                    | Puppetmon, Metalmamemon, others           |                                | [ 1 ]                |
| 2014–2015  | Kill la Kill                                      | Shiro Iori                                | Gồm cả OVA                     | [ 44 ]               |
| 2014       | Sushi Ninja                                       | Maguro                                    |                                | [ 1 ]                |
| 2014       | Space Dandy                                       | Carpaccio                                 |                                | [ 45 ]               |
| 2014–2019  | Đại chiến Titan                                   | Marlowe                                   |                                | [ 46 ]               |
| 2014       | Code:Breaker                                      | Fujiwara Toki                             |                                | [ 47 ]               |
| 2014       | Sidonia no Kishi                                  | Kunato Norio                              |                                | [ 48 ]               |
| 2014–2015  | Sailor Moon                                       | Jadeite                                   | Lồng tiếng của Viz             | [ 49 ] [ 50 ]        |
| 2015       | Tokyo Ghoul                                       | Kirishima Ayato                           |                                | [ 51 ]               |
| 2015       | Nagato Yuki-chan no Shōshitsu                     | Tamaru Yukuta                             | Tập 8 Đồng trợ lý đạo diễn ADR | [ 52 ]               |
| 2015       | Free! - Iwatobi Swim Club                         | Haruka Nanase                             |                                | [ 53 ] [ 54 ]        |
| 2015       | Aldnoah.Zero                                      | Trillam                                   | Tập 1–3                        | [ 55 ]               |
| 2015       | Fate/stay night: Unlimited Blade Works            | Assassin                                  | phim truyền hình               | [ 56 ]               |
| 2015       | Attack on Titan: Junior High                      | Marlowe                                   | Đồng trợ lý đạo diễn ADR       | [ 57 ]               |
| 2015–2016  | Thủy thủ Mặt Trăng Pha lê                         | Jadeite                                   |                                | [ 50 ] [ 58 ]        |
| 2015       | Daimidaler the Sound Robot                        | Shouma Ameku                              |                                | [ 59 ]               |
| 2015–2016  | Glitter Force                                     | Pop                                       |                                | [ 60 ]               |
| 2016       | Akagami no Shirayuki-hime                         | Raj Schenazade                            |                                | [ 1 ]                |
| 2016       | Prince of Stride: Alternative                     | Tomoe Yagami                              |                                | [ 1 ]                |
| 2016–2018  | Dagashi Kashi                                     | Shikada Kokonotsu                         | 2 mùa                          | [ 61 ] [ 62 ]        |
| 2016       | Grimgar – Ảo ảnh và tro tàn                       | Kikkawa                                   |                                | [ 1 ]                |
| 2016       | Brothers Conflict                                 | Hikaru Asahina                            |                                | [ 1 ]                |
| 2016       | Ajin: Demi-Human                                  | Tosaki                                    |                                | [ 63 ]               |
| 2016       | Shōnen Maid                                       | Keiichirō Shinozaki                       |                                | [ 64 ]               |
| 2016       | One Punch Man                                     | Drive Knight                              |                                | [ 65 ]               |
| 2016       | Danganronpa 3: The End of Hope's Peak High School | Teruteru Hanamura                         | Cũng trong Hope Arc special    | [ 66 ]               |
| 2016       | Show By Rock!! #                                  | Deyan                                     | Tập 7                          | [ 67 ]               |
| 2016       | Aquarion Logos                                    | Akira Kaibuki                             |                                | [ 68 ]               |
| 2016       | Kuromukuro                                        | Tom Borden                                |                                | [ 1 ]                |
| 2016       | March Comes In like a Lion                        | Toji Soya                                 |                                |                      |
| 2017       | Dragon Ball Super                                 | Jaco                                      |                                |                      |
| 2017       | Fūka                                              | Akitsuki Yamato                           |                                | [ 69 ]               |
| 2017       | Rio: Rainbow Gate!                                | Mr. Clark                                 |                                | [ 70 ]               |
| 2017       | Gosick                                            | Wong Kai                                  |                                | [ 71 ]               |
| 2017       | Samurai Warriors                                  | Todo Takatora                             |                                | [ 1 ]                |
| 2017       | Hunter × Hunter                                   | Genthru                                   | bản 2011                       | [ 72 ]               |
| 2017       | Dokidoki! Purikyua                                | Riva                                      | Đạo diễn ADR                   | [ 73 ]               |
| 2017       | Shinmai Maō no Tesutamento                        | Hayase Takashi                            |                                | [ 74 ]               |
| 2017       | Mahō Tsukai no Yome                               | Lindel                                    |                                | [ 75 ]               |
| 2017       | Black Clover                                      | Salim de Hapsass                          |                                | [ 76 ]               |
| 2017       | Mobile Suit Gundam Thunderbolt: Bandit Flower     | Billy Hickam                              |                                | [ 1 ]                |
| 2017       | Ai No Kusabi: The Space Between                   | Iason Mink                                |                                | [ 77 ]               |
| 2018       | Yamada-kun to Nananin no Majo                     | Miyamura Toranosuke                       |                                | [ 78 ] [ 79 ] [ 80 ] |
| 2018       | Terra Formars                                     | Joseph Gustav Newton                      |                                | [ 81 ] [ 82 ] [ 83 ] |
| 2018       | Pop Team Epic                                     | Popuko                                    | Tập 6b                         | [ 84 ]               |
| 2018       | Re:Zero − − Bắt đầu lại ở thế giới khác           | Petelgeuse Romanée-Conti                  |                                | Tweet                |
| 2018       | Katsugeki/Touken Ranbu                            | Munechika Mikazuki                        |                                | [ 86 ]               |
| 2018       | Skip Beat!                                        | Ishibashi Shinichi / Shingai Seiji        |                                | [ 87 ]               |
| 2018       | B: The Beginning                                  | Quinn, Jonathan                           |                                | [ 1 ]                |
| 2018       | Bungo Stray Dogs                                  | Edgar Allan Poe                           |                                | [ 1 ]                |
| 2018       | Kujira no Kora wa Sajō ni Utau                    | Ouni                                      |                                | [ 1 ]                |
| 2018–2023  | Retsuko hung hăng                                 | Komiya                                    |                                | [ 1 ]                |
| 2018       | Sōsei no Onmyōji                                  | Nagitsuji Ryogo                           |                                | [ 88 ]               |
| 2018       | Seinto Seiya Za Rosuto Kyanbasu - Meiō Shinwa     | Hypnos                                    | Đạo diễn                       | [ 1 ]                |
| 2018       | Boruto: Naruto hậu sinh khả úy                    | Nara Shikadai                             |                                | Tweet                |
| 2019       | Ingress: The Animation                            | Kunikida Zion                             |                                |                      |
| 2019       | Levius                                            | Bill Weinberg                             |                                | [ 90 ]               |
| 2019       | Kengan Ashura                                     | Kiryū Setsuna                             |                                | [ 91 ]               |
| 2020       | Marvel Future Avengers                            | Bruno/Twister, The Hood                   | Đạo diễn ADR                   | [ 1 ]                |
| 2020       | Kūtei Doragonzu                                   | Niko                                      |                                |                      |
| 2020       | Dorohedoro                                        | Asu / Kawajiri                            |                                |                      |
| 2020       | Học viện siêu anh hùng                            | Tameda Hroshi                             | Mùa 4                          |                      |
| 2021       | Tenkū Shinpan                                     | Aohara Kazuma                             |                                |                      |
| 2021       | Bishōnen Tanteidan                                | Fudatsuki Lai                             |                                | [ 92 ]               |
| 2022       | Blue Period                                       | Hashida Haruka                            | Đạo diễn ADR                   | [ 93 ]               |
| 2022       | Komi - Nữ thần sợ giao tiếp                       | Aizawa Tsukasa                            |                                | [ 94 ]               |
| 2022       | Bastard!! Heavy Metal, Dark Fantasy               | Efreet                                    |                                | [ 1 ]                |
| 2022       | Tekken: Bloodline                                 | Hwoarang                                  |                                | [ 1 ]                |
| 2022       | Bleach: Huyết chiến ngàn năm                      | Madarame Ikkaku                           |                                | [ 1 ]                |
| 2022       | Cuộc phiêu lưu kỳ bí của JoJo: Đại dương Đá       | Ungalo                                    |                                | [ 1 ]                |

### Hoạt hình
| Năm       | Tựa phim                                    | Vai diễn                            | Ghi chú                                                      | Nguồn        |
| --------- | ------------------------------------------- | ----------------------------------- | ------------------------------------------------------------ | ------------ |
| 2013      | Sofia the First                             | Elfonso                             |                                                              | [ 1 ]        |
| 2014–2016 | Ever After High                             | Sparrow Hood                        |                                                              | Resume       |
| 2014      | The Legend of Korra                         | Baatar Jr.                          |                                                              | [ 1 ]        |
| 2015      | Be Cool, Scooby-Doo!                        | Aiden, David                        |                                                              | [ 1 ]        |
| 2015      | Viên ngọc thần: Chuyện về Bọ Rùa và Mèo Mun | Xavier Ramier, Mr. Pigeon           |                                                              | [ 1 ]        |
| 2016–2021 | Ben 10                                      | Grey Matter, Tetrax, Slapback, khác |                                                              | [ 1 ]        |
| 2017      | Avengers Assemble                           | Haechi, khác                        | Tập. "Civil War Part 2: The Mighty Avengers"                 | [ 1 ] [ 95 ] |
| 2018      | Cadette in Charge                           | Sam                                 | Tập thí điểm                                                 |              |
| 2019      | Power Players                               | Galileo                             |                                                              |              |
| 2019      | Robot Chicken                               | Bambi, Brainy Smurf, Steve          | Tập. "Spike Fraser in: Should I Happen to Back Into a Horse" |              |
| 2020      | Transformers: War for Cybertron Trilogy     | Shockwave, Red Alert                |                                                              | [ 96 ]       |
| 2021      | Big Nate                                    | Artur Peshkov                       |                                                              | [ 1 ]        |
| 2022      | Kung Fu Panda: The Dragon Knight            | Hoàng đế                            | 4 tập                                                        | [ 97 ]       |
| 2022      | Hello Neighbor: Welcome to Raven Brooks     | Ivan                                | Chỉ đạo lồng tiếng                                           | [ 98 ]       |
| 2023      | The Loud House                              | Chuck / Attendant / Judge           | Tập. "Road Trip: From Brad to Worse"                         |              |

### Phim điện ảnh
| Năm  | Tựa phim                                         | Vai diễn                            | Ghi chú                                   | Nguồn                 |
| ---- | ------------------------------------------------ | ----------------------------------- | ----------------------------------------- | --------------------- |
| 2011 | Higashi no Eden: King of Eden                    | Tsuji                               |                                           | [ 1 ]                 |
| 2011 | Higashi no Eden: Paradise Lost                   | Tsuji                               |                                           | [ 1 ]                 |
| 2012 | Ibara no Ou                                      | Walter                              |                                           | [ 1 ]                 |
| 2012 | Mass Effect: Paragon Lost                        | Milque                              |                                           | [ 1 ]                 |
| 2013 | Gekijōban Fairy Tail: Hōō no Miko                | Natsu Dragneel                      | Trình chiếu lần đầu tại Nan Desu Kan 2013 | [ 99 ] [ 100 ]        |
| 2014 | Haru                                             | Ryu                                 |                                           | [ 1 ]                 |
| 2015 | Monster High: Haunted                            | Porter Geiss                        |                                           | [ 1 ]                 |
| 2015 | Khách sạn huyền bí 2                             | Lồng tiếng bổ sung                  |                                           | [ 1 ]                 |
| 2015 | Monster High: Boo York, Boo York                 | Skeletal Mummy                      |                                           | [ 1 ]                 |
| 2016 | Shisha no Teikoku                                | Friday                              | Chiếu rạp hạn chế                         | [ 101 ]               |
| 2016 | Kingsglaive: Final Fantasy XV                    | Luche Lazarus                       | Chiếu rạp hạn chế                         | [ 1 ]                 |
| 2017 | Boruto: Naruto the Movie                         | Shikadai Nara                       |                                           | [ 1 ]                 |
| 2017 | Gantz:O                                          | Suzuki                              |                                           | [ 1 ]                 |
| 2017 | Góc khuất của thế giới                           | Shusaku                             |                                           | [ 102 ]               |
| 2017 | Gekijōban Fairy Tail: Dragon Cry                 | Natsu Dragneel                      |                                           | [ 103 ]               |
| 2017 | Shin Godzilla                                    | Yaguchi Rando                       | Lồng tiếng của Funimation                 | [ 104 ]               |
| 2018 | Big Fish & Begonia                               | Kun                                 | Chiếu rạp hạn chế                         | [ 1 ] [ 105 ] [ 106 ] |
| 2018 | Fate/stay night: Heaven's Feel I: Presage Flower | Assassin                            | Chiếu rạp hạn chế                         | [ 1 ]                 |
| 2018 | Khách sạn huyền bí 3: Kỳ nghỉ ma cà rồng         | Lồng tiếng bổ sung                  |                                           | [ 1 ]                 |
| 2018 | Digimon Adventure tri.                           | Digimon Emperor                     | Chiếu rạp hạn chế, phần 5–6               | [ 107 ] [ 108 ]       |
| 2020 | Khi muốn khóc, tôi đeo mặt nạ mèo                | Sasaki Yōji                         | Lồng tiếng của Netflix                    |                       |
| 2020 | Hayop Ka!                                        | Inigo                               | Lồng tiếng của Netflix                    |                       |
| 2020 | Ben 10 Versus The Universe: The movie            | Slapback, Tetrax Shard, Solar Twain |                                           |                       |
| 2022 | Mis/Identity                                     | Titus                               |                                           |                       |

### Phim người đóng
| Năm       | Tựa phim                  | Vai diễn                                         | Ghi chú                                    | Nguồn                   |
| --------- | ------------------------- | ------------------------------------------------ | ------------------------------------------ | ----------------------- |
| 2006      | Barney và những người bạn | Mr. Knickerbocker                                | Video: "Let's Make Music/Tryin' on Dreams" | Resume                  |
| 2008–2009 | Funimation Updates        | Dẫn                                              | Webcasts                                   | [ 109 ] [ 110 ] [ 111 ] |
| 2011      | Scream of the Banshee     | Otto                                             | Phim điện ảnh truyền hình                  | Resume                  |
| 2013–2017 | Star Trek Continues       | Mr. Spock                                        | 11 tập                                     | [ 112 ]                 |
| 2017      | Shin Godzilla             | Rando Yaguchi                                    | Lồng tiếng của Funimation                  |                         |
| 2023      | Danger Force              | Số 1, Số 22, Nhiều thành viên Tế bào (giọng nói) | 2 tập                                      |                         |